# 慶源郡
慶源郡（：／ Kyŏngwŏn gun */?）是朝鮮民主主義人民共和國咸鏡北道北部的一個郡，東、北隔圖們江與中國吉林延邊朝鮮族自治州琿春市相望。面積888平方公里，2008年人口107,327人。下分1邑、3勞動者區、21里。
高句麗和渤海國時代被女真族佔據，高麗時代稱孔州。
1398年始稱慶源（韓語：경원），1413年被定為東北六鎮之一。自1977年至2005年稱赛别尔郡（韓語：새별군）。郡名為朝鮮語固有詞，是「金星」的意思，並無對應漢字。